# Csanálos község
Csanálos község (románul: Comuna Urziceni) község Szatmár megyében, Romániában. Központja Csanálos, hozzá tartozik Csanálosnagyerdő.

## Népessége
A 2011-es népszámlálás adatai alapján a község népessége 1447 fő volt.